# Arboretum Lesnické školy v Písku
Arboretum Lesnické školy v Písku je arboretum (zvláštní druh botanické zahrady zaměřený na pěstování dřevin), které je přímou součástí Lesnické školy v Písku (oficiálním názvem Vyšší odborná škola lesnická a Střední lesnická škola Bedřicha Schwarzenberga, Písek, Lesnická 55). Tvoří dominantní část jejího vnějšího areálu a škola jej využívá již více než sto let pro potřeby výuky.

## Vznik arboreta
V roce 1885 byla v Písku založena vůbec první lesnická škola, v níž byla vyučovacím jazykem čeština. V počátečním období své existence sídlila v budově rolnické školy (dnešní SZeŠ a OA). První budovou současného areálu lesnické školy na Václavském Předměstí se stal tzv. starý internát, který byl postaven v roce 1899. Vlastní výukové budovy se lesnická škola dočkala ve školním roce 1912//1913. 

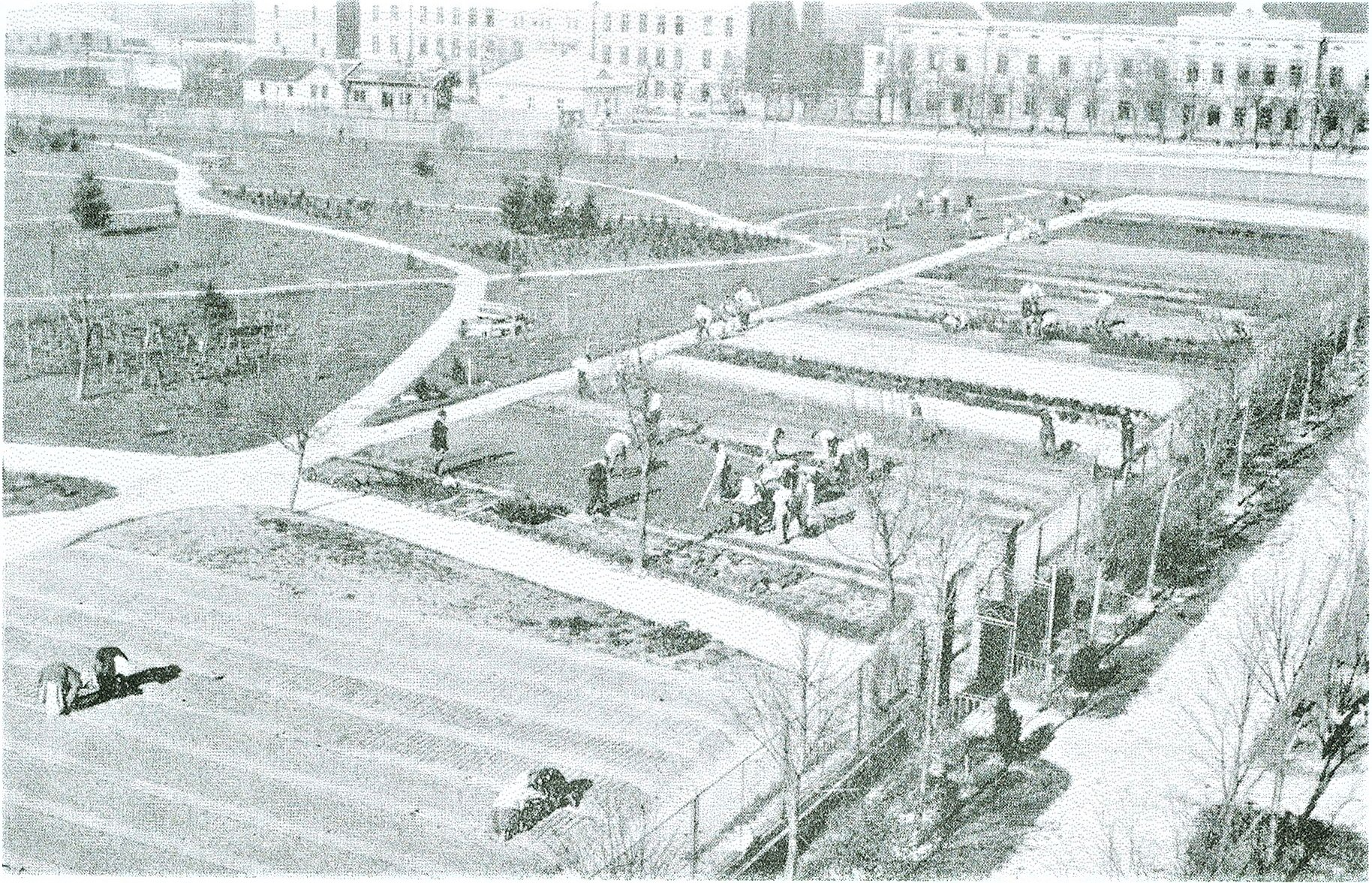
Rané arboretum s lesní školkou v popředí

Za nejstarší známou systematickou výsadbu v prostoru současné lesnické školy lze považovat botanický lesnický park, který v roce 1913 založil profesor František Salač. Využil k tomu plochu v nejbližším okolí nové školní budovy (Lesnická ulice), zatímco pozemek současného arboreta o rozloze 2,54 h se v té době nacházel mimo školní areál (za zděným plotem) a z části sloužil jako lesní školka. Vznik školního arboreta na dnešním místě spadá do roku 1923, kdy za plochou lesní školky došlo k vybudování cest a společně s tím byla provedena výsadba dřevin. Pro další vývoj je charakteristické střídání období, kdy byla arboretu věnována intenzivní systematická péče, s mezičasy, během nichž arboretum nekontrolovaně zarůstalo. V letech 1968 až 1974 se uskutečnila první velká „rekonstrukce“ na základě projektu pracovníků Vědeckého ústavu lesnického VŠZ v Praze, včetně obnovy trávníků a položení nových, asfaltových cest. Druhá velká rekonstrukce se odehrála v 90. letech. Ředitel Ing. Václav Kohout tehdy pověřil prof. Ing. Jaroslava Machovce ze Zahradnické fakulty VŠZ v Lednici provedením inventarizace a vytvořením nové koncepce arboreta, v jejímž rámci bylo odstraněno 240 z dosavadního celkového počtu 740 jedinců.

V roce 2008 bylo vlastní arboretum Lesnické školy v Písku rozhodnutím Ministerstva kultury ČR prohlášeno za kulturní památku. V hodnocení, které toto rozhodnutí doprovází, se uvádí: Pro svou hodnotu historickou, didaktickou a jako projev tvůrčích schopností a práce člověka ve spojení s živou přírodou splňuje podmínky ustanovení §2 odst. 1 písm. a) zákona20/1987Sb.o státní památkové péči, ve znění pozdějších předpisů, pro vyhlášení věci za kulturní památku.

Botanický lesnický park F. Salače v roce 1927
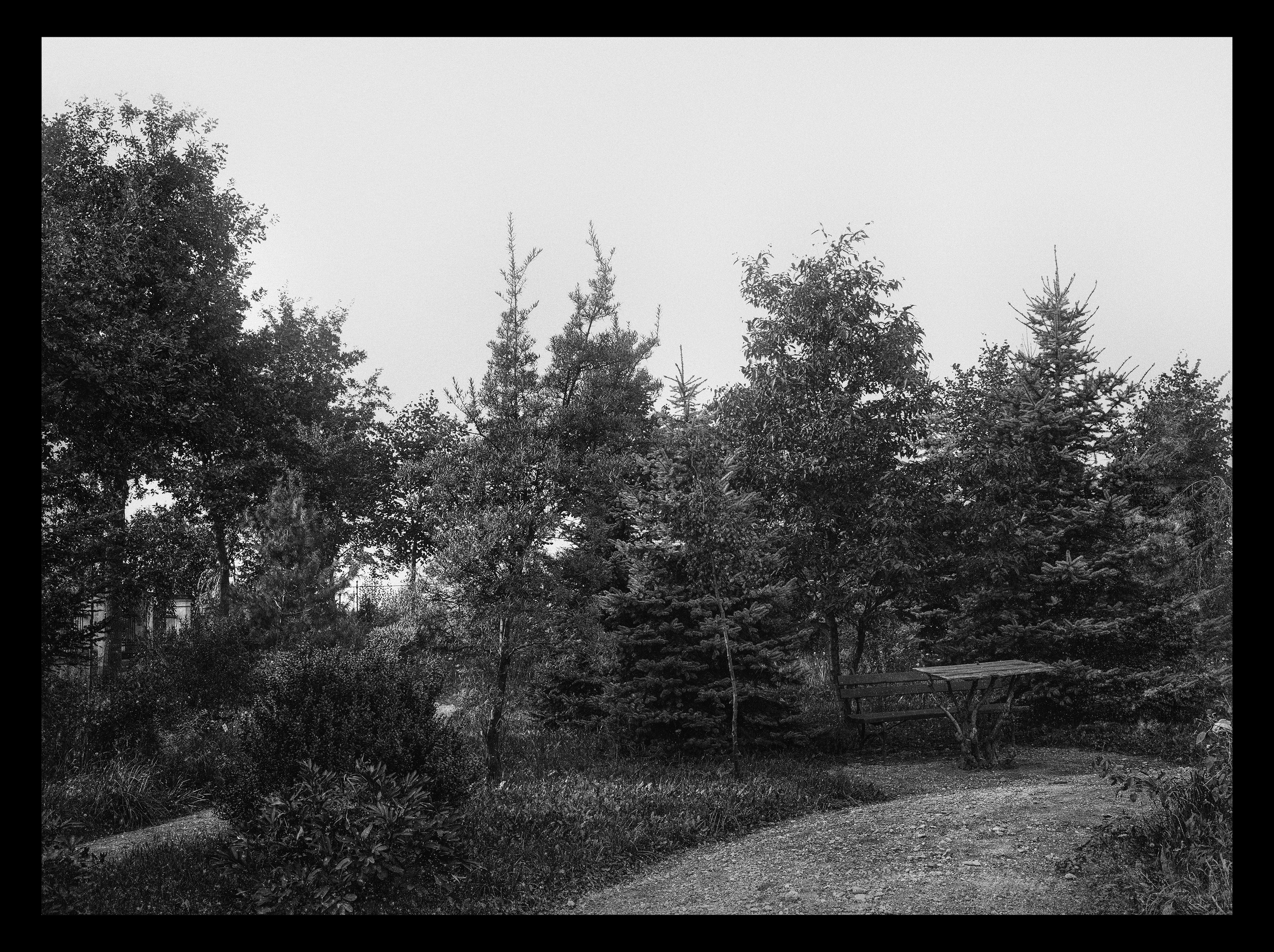
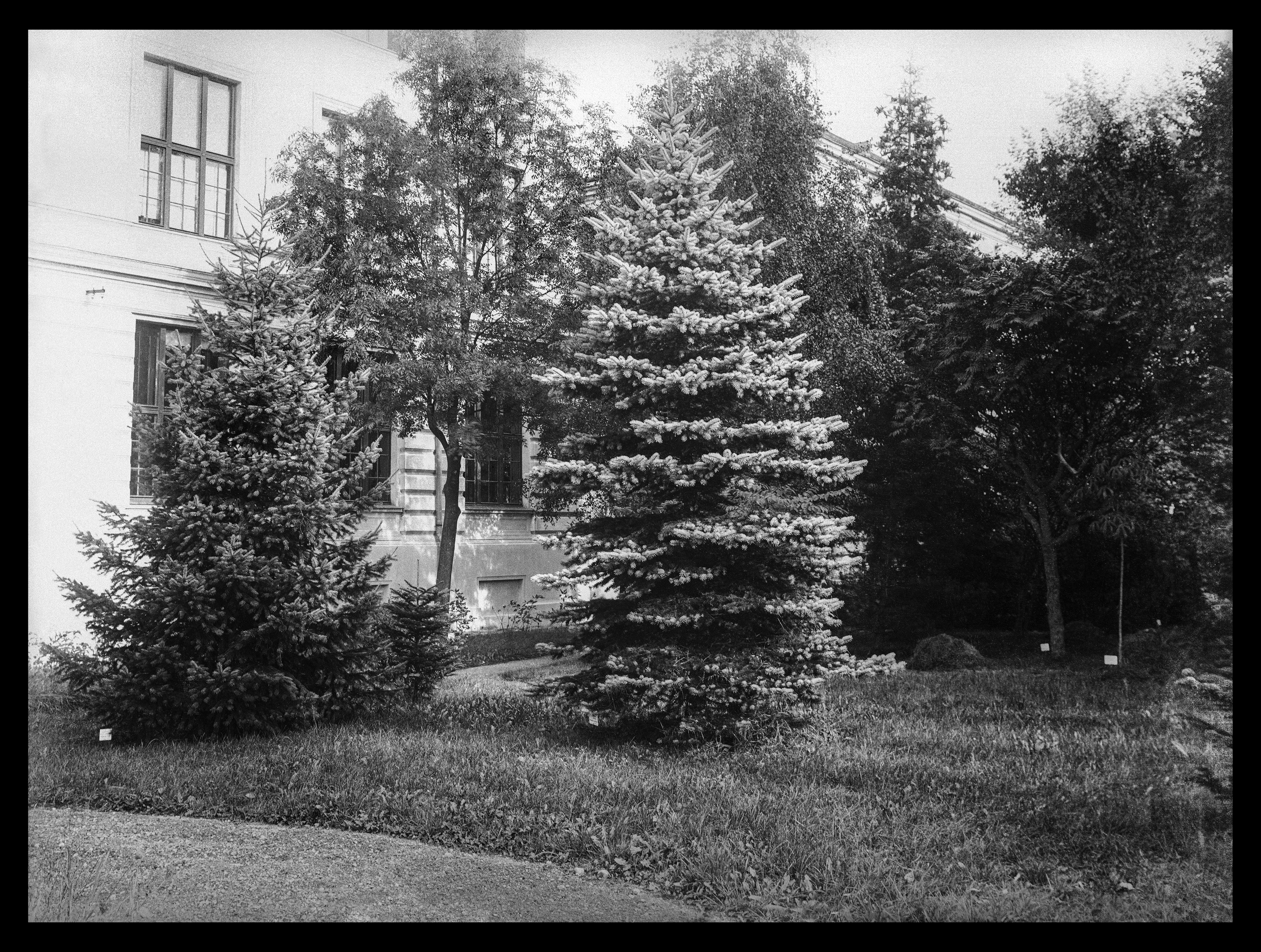
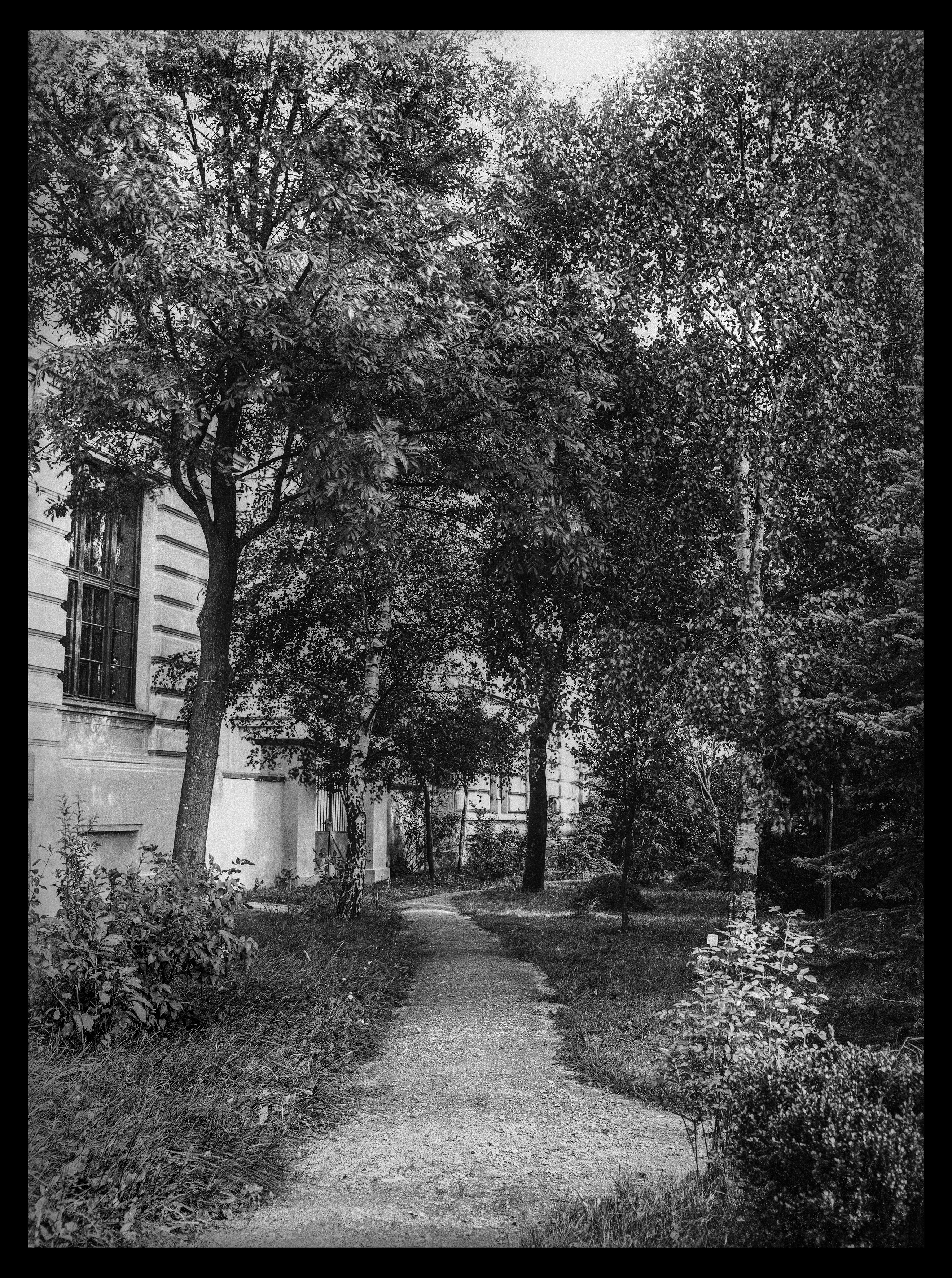
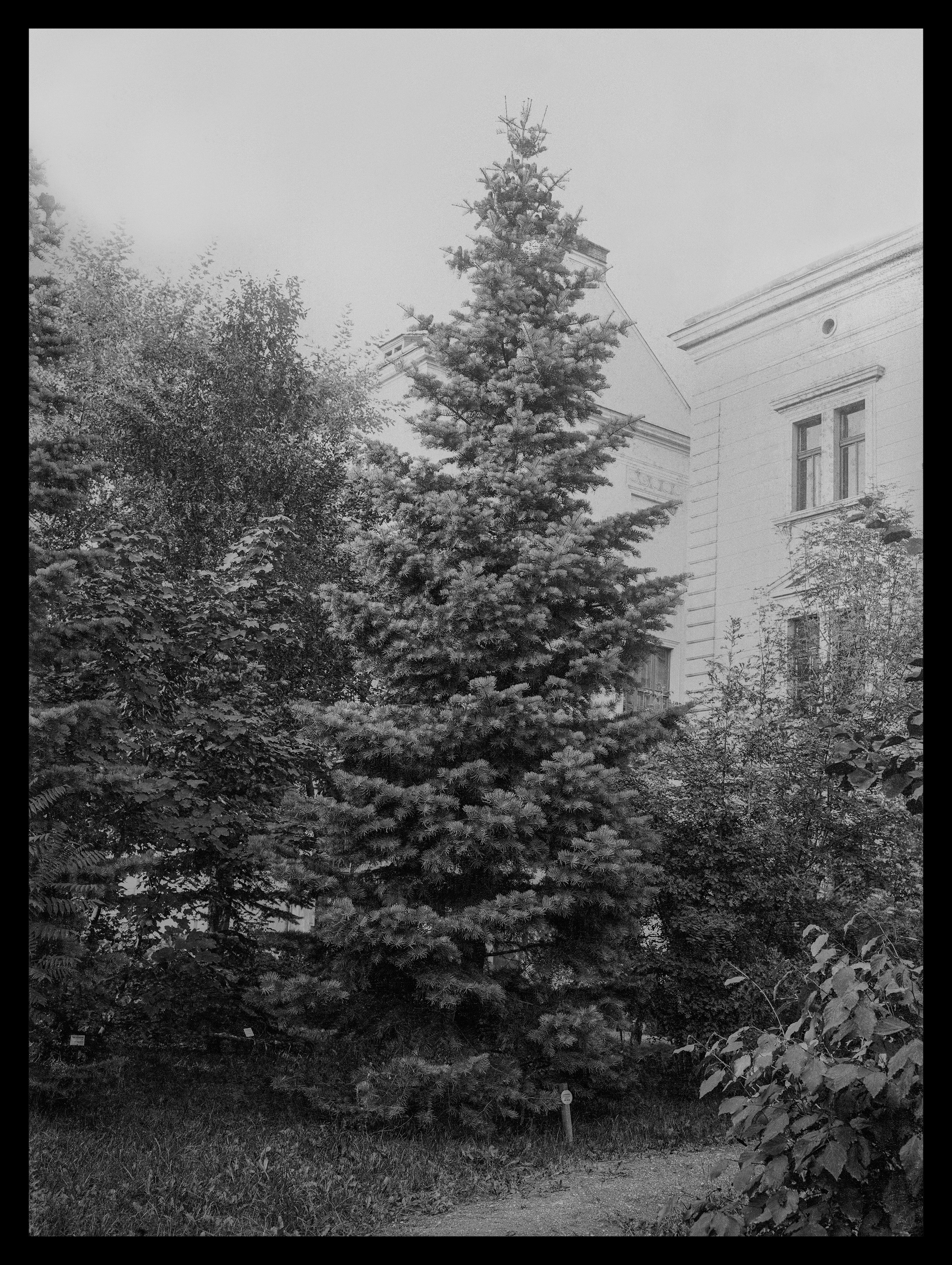

## Současnost

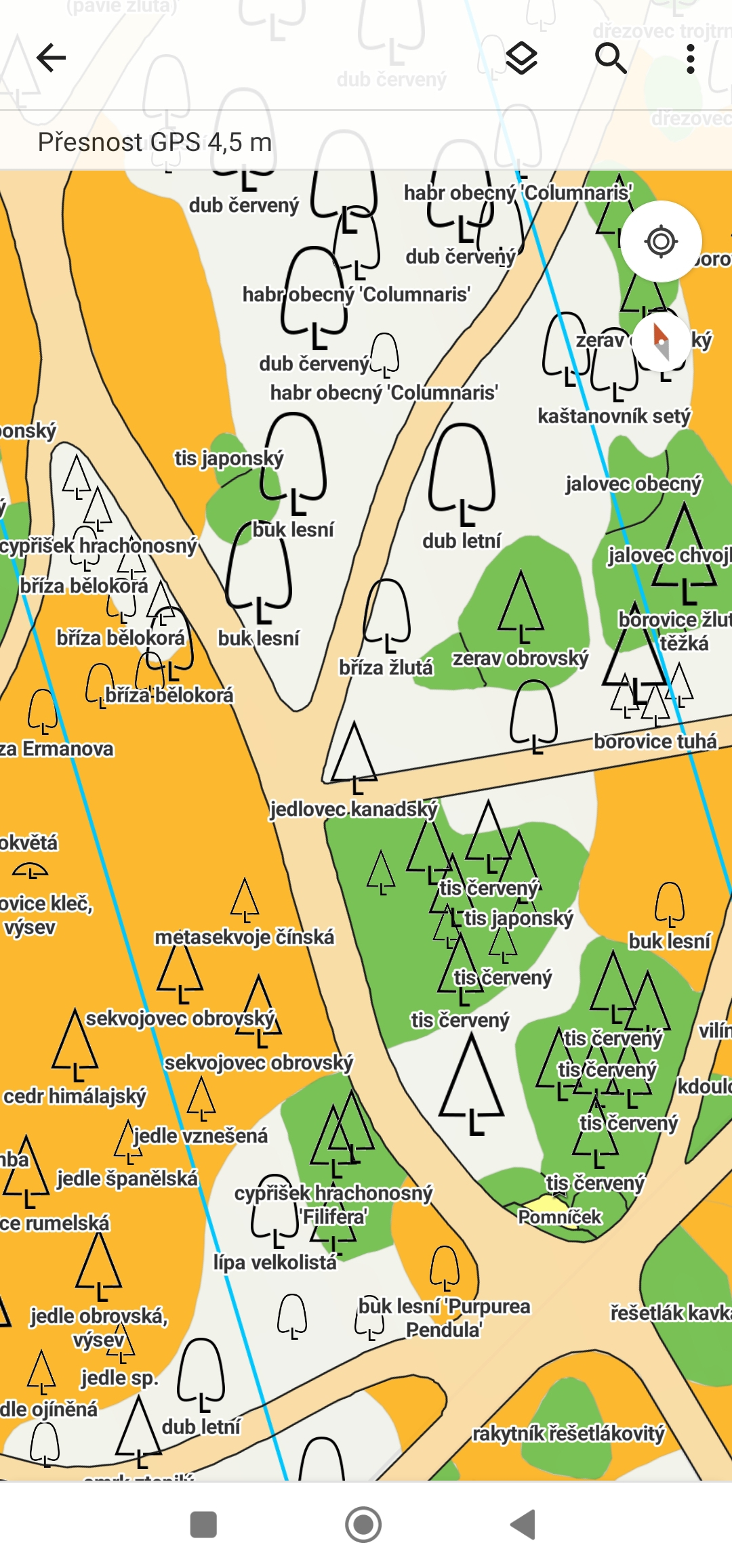
Arboretum v mobilní aplikaci ArcGIS FieldMaps

Poslední významné úpravy arboreta započaly v roce 2018 odstraněním starých asfaltových cest, které byly rozvráceny kořenovým systémem dřevin, a jejich nahrazením přirozeněji působícími cestami štěrkovými. V následujících letech proběhlo intenzivní odstraňování poškozených či nevhodně umístěných dřevin a společně s tím i výsadba dřevin nových tak, aby se zvýšila vzdělávací i estetická hodnota arboreta. Po dokončení těchto úprav, jejichž odborným garantem byl učitel a odborný správce arboreta Ing. Jiří Holkup (do r. 2024), vytvořil student vyššího odborného studia Jiří Vištejn jako svou absolventskou práci digitálně inventarizační projekt, a to ve webové aplikaci ArcGIS Online, která ve své mobilní verzi ArcGIS FieldMaps slouží běžným návštěvníkům arboreta jako průvodce (vyřešena tím byla zároveň dlouholetá otázka vhodného způsobu značení dřevin pro potřeby učitelů, studentů a návštěvníků z řad veřejnosti). Projekt je cenný i tím, že se neomezuje na plochu vlastního arboreta, jak je vymezeno v rozhodnutí o vyhlášení kulturní památkou, ale na celý vnitřní areál školy, který v průběhu času s arboretem splynul. V arboretu ve smyslu celého vnitřního areálu bylo takto identifikováno 934 jedinců v 289 taxonech.

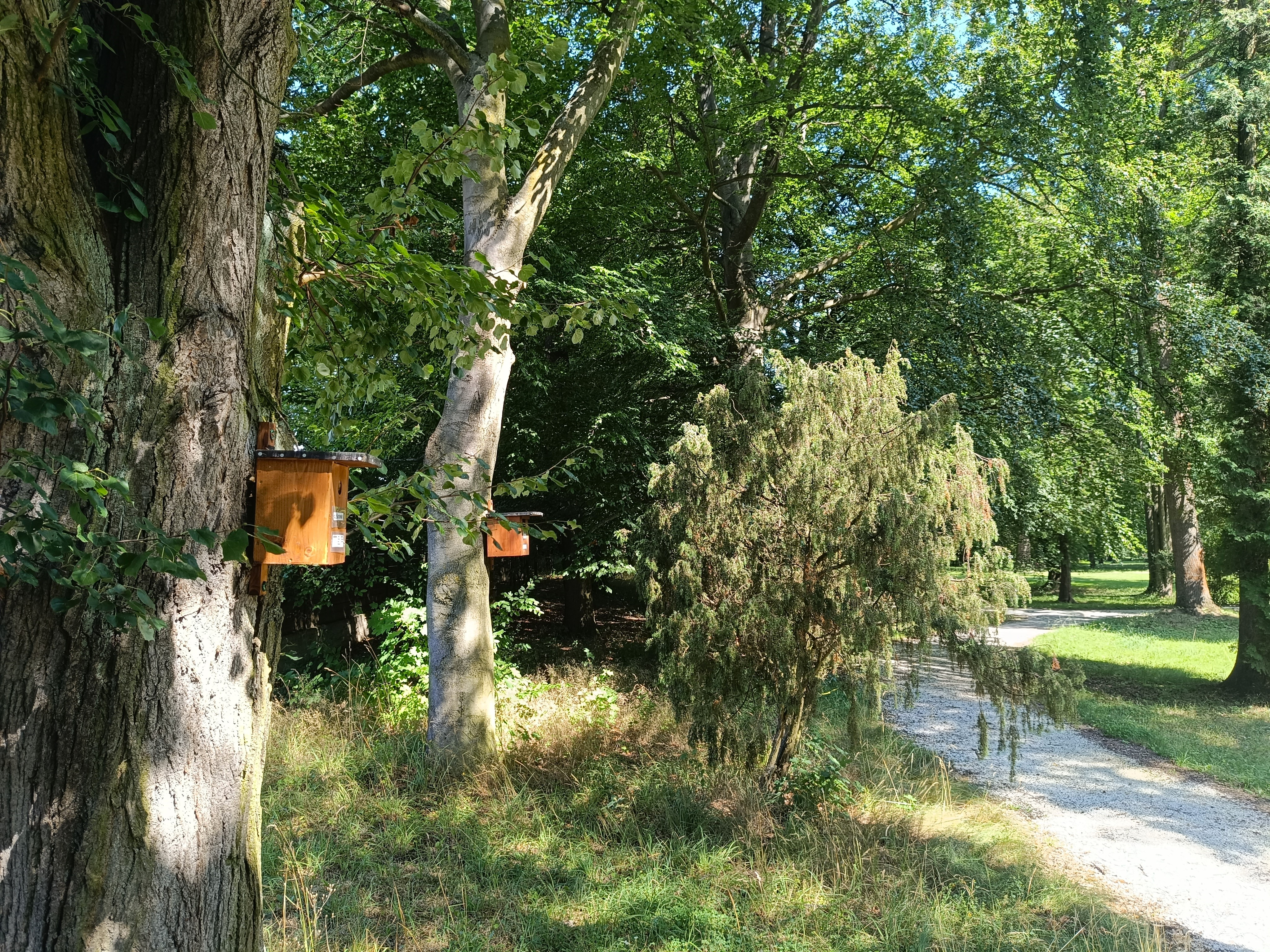
Naučná stezka ptačích budek

Vzdělávací funkce arboreta byla již v roce 2017 posílena vybudováním včelína a o rok později též novou voliérou pro dravce. Obojí slouží žákům školy jako doplněk při výuce lesnické zoologie a myslivosti, žáci též o včelín a voliéru sami pečují v rámci své zájmové činnosti (včelařský kroužek, sokolnický kroužek). V roce 2024 přibyla do arboreta také naučná stezka ptačích budek. 
Vedle vzdělávací funkce slouží arboretum dlouhodobě i pro další účely. Kromě toho, že je přirozeně oddychovým místem žákům i zaměstnancům školy, má svůj nemalý význam kulturně-společenský. U vstupu do vlastního arboreta se nachází pamětní kámen, který sem v roce 1985 – při příležitosti stého výročí založení školy – nechalo umístit Sdružení absolventů a přátel lesnických škol píseckých (SAPLŠP). Místo „u kamene“ slouží příležitostně i jako místo pietní. V centrální části arboreta – „pod slavonskými duby“ – se zase tradičně konají slavnostní shromáždění při zahajování a zakončování školního roku či při jiných významných příležitostech.

## Zastoupení dřevin

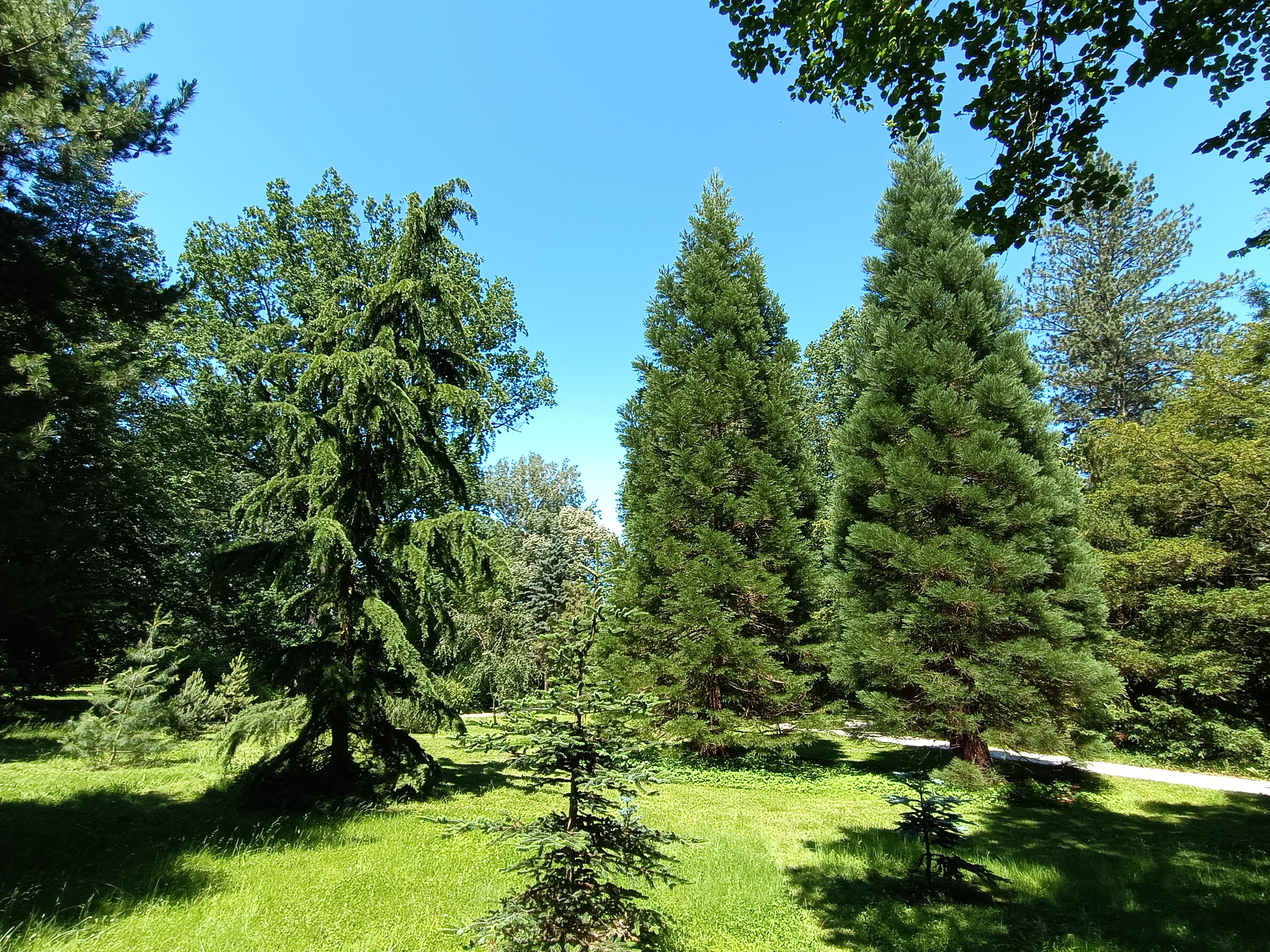
Cedr himálajský a sekvojovce obrovské

V arboretu lze nalézt mnoho zajímavých dřevin, za největší hodnotu lze však pokládat samotné jejich uspořádání podle ekologických nároků. Jde např. o ukázky měkkého či tvrdého luhu, šípákových doubrav, ale i horských smrčin. Velmi hodnotná je ukázka habrových bučin doplněná bylinným podrostem. Zastoupení jednotlivých druhů dřevin se pochopitelně odvíjí od potřeby, aby arboretum sloužilo především odborné lesnické výuce, druhotně se ale usiluje také o naplnění funkcí sbírkových a estetických. 

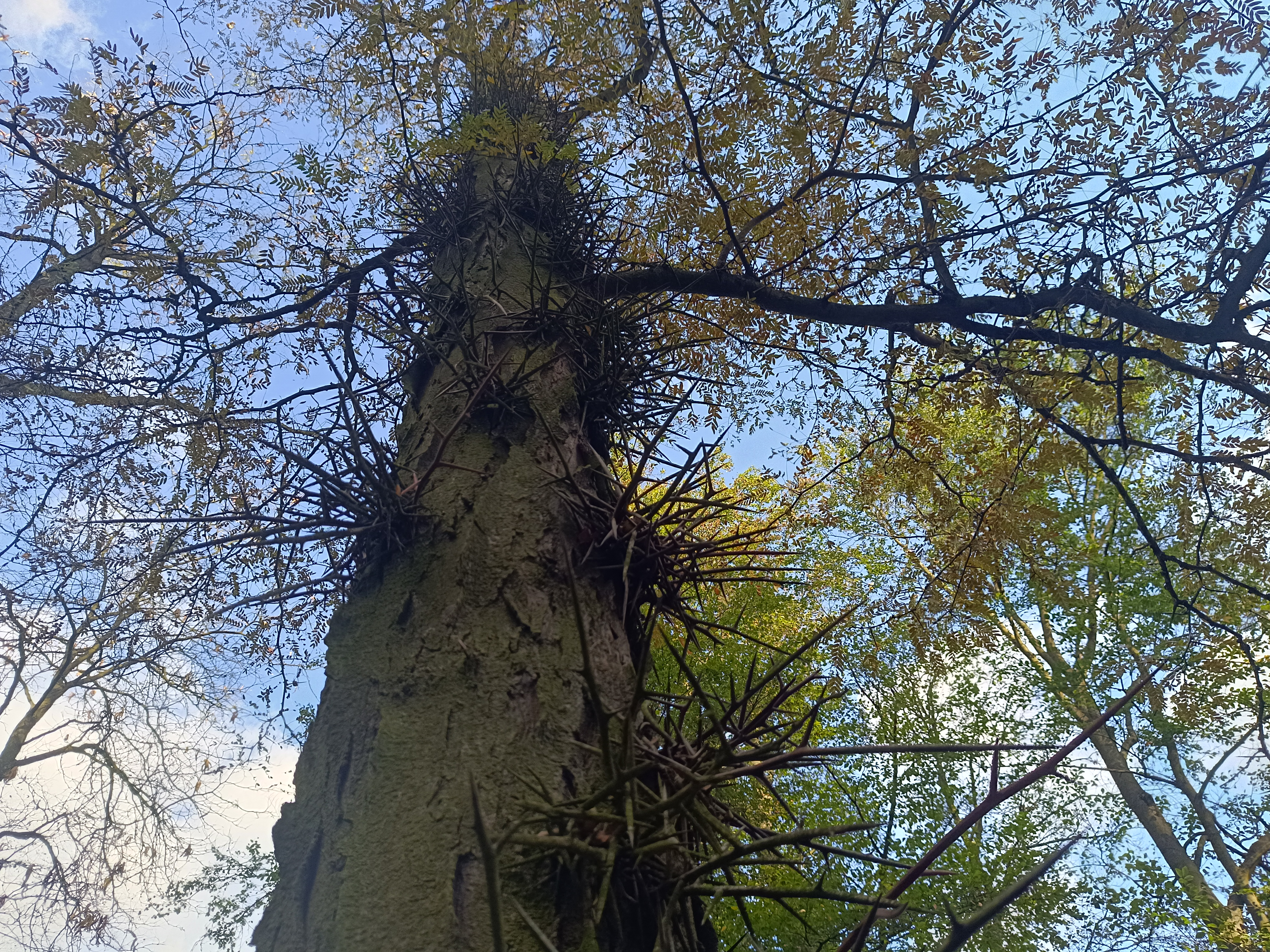
Dřezovec trojtrnný

Vedle nejběžnějších dřevin, s nimiž se budoucí absolventi školy později setkávají v rámci lesnické profese, patří k zajímavým exemplářům, které se v arboretu nacházejí např. dva jedinci sekvojovce obrovského (Sequoiadendron giganteum), cedr himálajský (Cedrus deodara), skupina dřezovců trojtrnných (Gleditsia triacanthos), tisovec dvouřadý (Taxodium distichum), ořešák černý (Juglans nigra) či ořechovec dřípatý (Carya lacinosa). 
Mezi zajímavé exempláře patří např. postopčák cizí (Comptonia peregrina), vytvářející kompaktní porost u vstupu do arboreta. Na nádvoří školy působí majestátně borovice rumelská (Pinus peuce), patřící mezi nejstarší a nejmohutnější zástupce svého druhu u nás.
Cenné jsou i mohutné exempláře dubů, především dub cer (Quercus cerris), dub košíčkatý (Quercus prinus) a dub velkoplodý (Quercus macrocarpa). V zadní části arboreta se nachází více než sto let stará skupina slavonských dubů. Jde o velmi cenný ekotyp dubu letního (Quercus robur) pocházející z oblasti Slavonie. V zadní části areálu se nachází vzrostlý dub letní, který jako jediný přesahuje svým stářím existenci samotného arboreta.
Esteticky velmi působivé jsou výsadby tvořící ozelenění v areálu školy. Např. u vstupu do historické budovy školy jsou vysázeny skupiny pěnišníků, které v kombinaci se vzrostlými stromy a dalšími keři tvoří působivou kulisu. Nejkrásnější je tato část v době květu na jaře.
Kromě výše uvedených dřevin se arboretum může pochlubit i řadou dalších vzácných exemplářů.

## Přístupnost arboreta

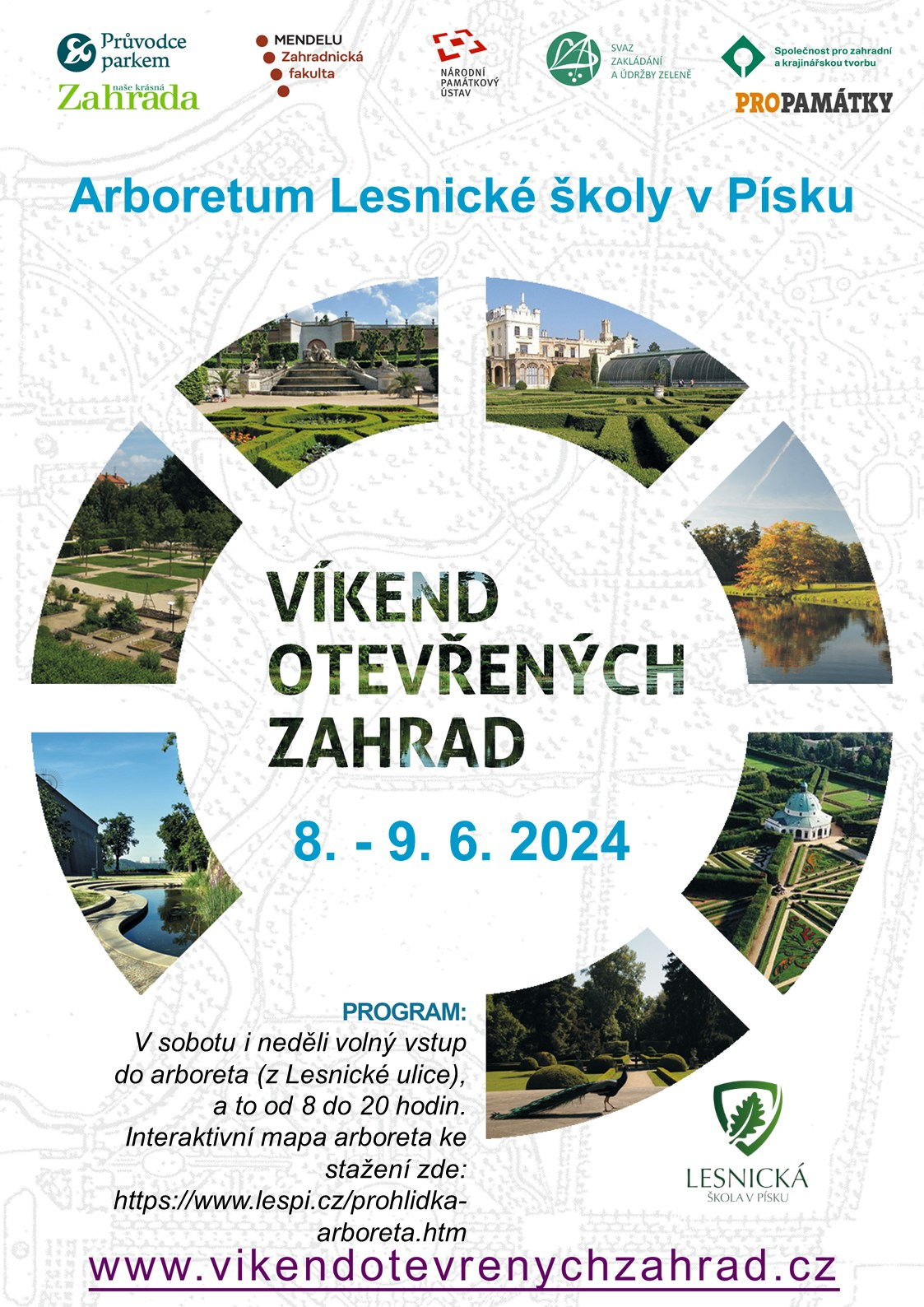
Víkend otevřených zahrad 2024

Současné předpisy ohledně zajištění bezpečnosti ve školách a školských zařízeních neumožňují, aby bylo arboretum veřejnosti volně přístupné. Zájemci jej nicméně mohou navštívit v pracovní dny po nahlášení se na vrátnici školy v Burketově ulici, případně po předchozí domluvě i o víkendu či o prázdninách. Od roku 2024 se arboretum zapojuje do akce Víkend otevřených zahrad.